# 阿羅黑德山脈
73°24′S 164°0′E / 73.400°S 164.000°E
阿羅黑德山脈（英語：Arrowhead Range）是南極洲的山脈，位於維多利亞地的博克格雷溫克海岸，屬於南十字山脈的一部分，處於科斯莫諾特冰川以北和飛行員冰川以西，全長37公里，根據美國地質調查局測量和該國海軍的空中照片繪入地圖。